# Filòstrat (orador)
Filòstrat (en llatí Philostratus, en grec Φιλόστρατος) va ser un orador grec, i segons diu ell mateix era fill de Ver.
Ensenyava retòrica a Atenes, d'on potser era natural, però el seu origen és incert. Va viure a la meitat del segle i, en temps de Neró. Va escriure diverses obres de retòrica i també quaranta-tres tragèdies i tretze comèdies, i uns tractats titulats Γυμναστικόν, Νέρωνα, Θεατήν, un d'ells sobre Neró.